# Barybin (chutor)
Barybin (ros. Барыбин) – chutor w zachodniej Rosji, w sielsowiecie kitajewskim rejonu miedwieńskiego w obwodzie kurskim.

## Geografia
Miejscowość położona jest w dorzeczu rzeki Połnaja (lewy dopływ Sejmu), 3,5 km od centrum administracyjnego sielsowietu (2-ja Kitajewka), 19,5 km na północny wschód od centrum administracyjnego rejonu (Miedwienka), 26 km na południowy wschód od Kurska, 18,5 km od drogi magistralnej (federalnego znaczenia) M2 «Krym».
W chutorze znajduje się 16 posesji.
Klimat
Miejscowość, jak i cały rejon, znajduje się w strefie klimatu kontynentalnego z łagodnym ciepłym latem i równomiernie rozłożonymi opadami rocznymi (Dfb w klasyfikacji klimatów Köppena).

## Demografia
W 2010 r. chutor zamieszkiwały 23 osoby.